# NWSL Challenge Cup 2020
La NWSL Challenge Cup 2020 fue la primera edición de esta copa. Se disputó durante la temporada 2020 de la NWSL para celebrar el reinicio de esta liga luego de que el fútbol femenino se suspendiera debido a la pandemia de coronavirus de 2020.
Houston Dash fue el campeón del torneo y obtuvo el primer título en su historia al derrotar a Chicago Red Stars por 2 a 0.

## Formato
Originalmente, la copa iba a disputarse entre los nueve equipos que conforman la NWSL, disputando cada uno cuatro partidos en la fase preliminar y clasificando los 8 equipos mejor posicionados a la fase de eliminatorias. Sin embargo, días antes del inicio, el Orlando Pride se retiró del torneo al encontrar que seis de sus jugadoras dieron positivo por COVID-19. A raíz de esto, la NWSL rediseñó el formato de la copa: ocho equipos participantes los cuales jugarán cuatro partidos cada uno. Todos los equipos clasificarán a la fase de eliminatorias. En esta fase no habrá tiempo extra, todo partido igualado al final del tiempo reglamentario irá directamente a los penales.
Todos los partidos se jugaron sin público en dos estadios cerca de Salt Lake City, estado de Utah. Las jugadoras y demás participantes del torneo se instalaron en una suerte de villa deportiva, y se les realizaron controles periódicos para detectar posibles contagios.

## Equipos
| Equipo                 |
| ---------------------- |
| Chicago Red Stars      |
| Houston Dash           |
| North Carolina Courage |
| Portland Thorns        |
| Reign FC               |
| Sky Blue FC            |
| Utah Royals FC         |
| Washington Spirit      |

## Clasificación
| Pos. | Equipo                 | Pts. | PJ | G | E | P | GF | GC | Dif. | Clasificación                       |
| ---- | ---------------------- | ---- | -- | - | - | - | -- | -- | ---- | ----------------------------------- |
| 1    | North Carolina Courage | 12   | 4  | 4 | 0 | 0 | 7  | 1  | +6   | Avanzan a la ronda de eliminatorias |
| 2    | Washington Spirit      | 7    | 4  | 2 | 1 | 1 | 4  | 4  | 0    | Avanzan a la ronda de eliminatorias |
| 3    | OL Reign               | 5    | 4  | 1 | 2 | 1 | 1  | 2  | −1   | Avanzan a la ronda de eliminatorias |
| 4    | Houston Dash           | 4    | 4  | 1 | 1 | 2 | 5  | 6  | −1   | Avanzan a la ronda de eliminatorias |
| 5    | Utah Royals FC (H)     | 4    | 4  | 1 | 1 | 2 | 4  | 5  | −1   | Avanzan a la ronda de eliminatorias |
| 6    | Chicago Red Stars      | 4    | 4  | 1 | 1 | 2 | 2  | 3  | −1   | Avanzan a la ronda de eliminatorias |
| 7    | Sky Blue FC            | 4    | 4  | 1 | 1 | 2 | 2  | 3  | −1   | Avanzan a la ronda de eliminatorias |
| 8    | Portland Thorns FC     | 3    | 4  | 0 | 3 | 1 | 2  | 3  | −1   | Avanzan a la ronda de eliminatorias |

 Fuente: NWSL
Criterios de clasificación: 
Notas:
1. 1 2  Chicago Red Stars quedó por encima de Sky Blue FC por tener menos tarjetas amarillas.

## Resultados
- Los horarios corresponden al tiempo de la montaña de Estados Unidos en horario de verano (MDT) : UTC-6

| Fecha 1                | Fecha 1                                                    | Fecha 1            | Fecha 1            | Fecha 1     | Fecha 1 |
| Local                  | Resultado                                                  | Visitante          | Estadio            | Fecha       | Hora    |
| ---------------------- | ---------------------------------------------------------- | ------------------ | ------------------ | ----------- | ------- |
| North Carolina Courage | 2 - 1                                                      | Portland Thorns FC | Zions Bank Stadium | 27 de junio | 10:30   |
| Chicago Red Stars      | 1 - 2 Archivado el 28 de junio de 2020 en Wayback Machine. | Washington Spirit  | Zions Bank Stadium | 27 de junio | 20:00   |

| Fecha 2      | Fecha 2                                                    | Fecha 2        | Fecha 2            | Fecha 2     | Fecha 2 |
| Local        | Resultado                                                  | Visitante      | Estadio            | Fecha       | Hora    |
| ------------ | ---------------------------------------------------------- | -------------- | ------------------ | ----------- | ------- |
| Houston Dash | 3 - 3                                                      | Utah Royals FC | Zions Bank Stadium | 30 de junio | 10:30   |
| OL Reign     | 0 - 0 Archivado el 7 de agosto de 2021 en Wayback Machine. | Sky Blue FC    | Zions Bank Stadium | 30 de junio | 20:00   |

| Fecha 3            | Fecha 3                                                   | Fecha 3                | Fecha 3            | Fecha 3    | Fecha 3 |
| Local              | Resultado                                                 | Visitante              | Estadio            | Fecha      | Hora    |
| ------------------ | --------------------------------------------------------- | ---------------------- | ------------------ | ---------- | ------- |
| Portland Thorns FC | 0 - 0                                                     | Chicago Red Stars      | Zions Bank Stadium | 1 de julio | 10:30   |
| Washington Spirit  | 0 - 2 Archivado el 2 de julio de 2020 en Wayback Machine. | North Carolina Courage | Zions Bank Stadium | 1 de julio | 20:00   |

| Fecha 4        | Fecha 4                                                    | Fecha 4     | Fecha 4            | Fecha 4    | Fecha 4 |
| Local          | Resultado                                                  | Visitante   | Estadio            | Fecha      | Hora    |
| -------------- | ---------------------------------------------------------- | ----------- | ------------------ | ---------- | ------- |
| Utah Royals FC | 1 - 0 Archivado el 26 de junio de 2020 en Wayback Machine. | Sky Blue FC | Zions Bank Stadium | 4 de julio | 10:30   |
| Houston Dash   | 2 - 0                                                      | OL Reign    | Zions Bank Stadium | 4 de julio | 20:00   |

| Fecha 5                | Fecha 5   | Fecha 5           | Fecha 5            | Fecha 5    | Fecha 5 |
| Local                  | Resultado | Visitante         | Estadio            | Fecha      | Hora    |
| ---------------------- | --------- | ----------------- | ------------------ | ---------- | ------- |
| North Carolina Courage | 1 - 0     | Chicago Red Stars | Zions Bank Stadium | 5 de julio | 10:30   |
| Portland Thorns FC     | 1 - 1     | Washington Spirit | Zions Bank Stadium | 5 de julio | 20:00   |

| Fecha 6        | Fecha 6   | Fecha 6      | Fecha 6            | Fecha 6    | Fecha 6 |
| Local          | Resultado | Visitante    | Estadio            | Fecha      | Hora    |
| -------------- | --------- | ------------ | ------------------ | ---------- | ------- |
| Utah Royals FC | 0 - 1     | OL Reign     | Zions Bank Stadium | 8 de julio | 10:30   |
| Sky Blue FC    | 2 - 0     | Houston Dash | Zions Bank Stadium | 8 de julio | 20:00   |

| Fecha 7           | Fecha 7   | Fecha 7        | Fecha 7            | Fecha 7     | Fecha 7 |
| Local             | Resultado | Visitante      | Estadio            | Fecha       | Hora    |
| ----------------- | --------- | -------------- | ------------------ | ----------- | ------- |
| Washington Spirit | 1 - 0     | Houston Dash   | Zions Bank Stadium | 12 de julio | 10:30   |
| Chicago Red Stars | 1 - 0     | Utah Royals FC | Zions Bank Stadium | 12 de julio | 20:00   |

| Fecha 8     | Fecha 8   | Fecha 8                | Fecha 8            | Fecha 8     | Fecha 8 |
| Local       | Resultado | Visitante              | Estadio            | Fecha       | Hora    |
| ----------- | --------- | ---------------------- | ------------------ | ----------- | ------- |
| OL Reign    | 0 - 0     | Portland Thorns FC     | Zions Bank Stadium | 13 de julio | 10:30   |
| Sky Blue FC | 0 - 2     | North Carolina Courage | Zions Bank Stadium | 13 de julio | 20:00   |

## Eliminatorias
|  | Cuartos de final | Cuartos de final       | Cuartos de final |                    |   | Semifinales       | Semifinales | Semifinales |  |   | Final        | Final | Final |  |
|  |                  |                        |                  |                    |   |                   |             |             |  |   |              |       |       |  |
|  |                  |                        |                  |                    |   |                   |             |             |  |   |              |       |       |  |
|  | 1                | North Carolina Courage | 0                |                    |   |                   |             |             |  |   |              |       |       |  |
|  | 1                | North Carolina Courage | 0                |                    |   |                   |             |             |  |   |              |       |       |  |
|  | 8                | Portland Thorns FC     | 1                |                    |   |                   |             |             |  |   |              |       |       |  |
|  | 8                | Portland Thorns FC     | 1                |                    | 1 | Houston Dash      | 1           |             |  |   |              |       |       |  |
|  |                  |                        |                  |                    | 1 | Houston Dash      | 1           |             |  |   |              |       |       |  |
|  |                  |                        | 2                | Portland Thorns FC | 0 |                   |             |             |  |   |              |       |       |  |
|  | 4                | Houston Dash           | 2                | Portland Thorns FC | 0 | 0 (3)             |             |             |  |   |              |       |       |  |
|  | 4                | Houston Dash           |                  |                    |   |                   |             |             |  |   |              |       |       |  |
|  | 5                | Utah Royals FC         | 0 (2)            |                    |   |                   |             |             |  |   |              |       |       |  |
|  | 5                | Utah Royals FC         | 0 (2)            |                    |   |                   |             |             |  | 1 | Houston Dash | 2     |       |  |
|  |                  |                        |                  |                    |   |                   |             |             |  | 1 | Houston Dash | 2     |       |  |
|  |                  |                        | 2                | Chicago Red Stars  | 0 |                   |             |             |  |   |              |       |       |  |
|  | 3                | OL Reign               | 2                | Chicago Red Stars  | 0 | 0 (3)             |             |             |  |   |              |       |       |  |
|  | 3                | OL Reign               |                  |                    |   |                   |             |             |  |   |              |       |       |  |
|  | 6                | Chicago Red Stars      | 0 (4)            |                    |   |                   |             |             |  |   |              |       |       |  |
|  | 6                | Chicago Red Stars      | 0 (4)            |                    | 3 | Chicago Red Stars | 3           |             |  |   |              |       |       |  |
|  |                  |                        |                  |                    | 3 | Chicago Red Stars | 3           |             |  |   |              |       |       |  |
|  |                  |                        | 4                | Sky Blue FC        | 2 |                   |             |             |  |   |              |       |       |  |
|  | 2                | Washington Spirit      | 4                | Sky Blue FC        | 2 | 0 (3)             |             |             |  |   |              |       |       |  |
|  | 2                | Washington Spirit      |                  |                    |   |                   |             |             |  |   |              |       |       |  |
|  | 7                | Sky Blue FC            | 0 (4)            |                    |   |                   |             |             |  |   |              |       |       |  |
|  | 7                | Sky Blue FC            | 0 (4)            |                    |   |                   |             |             |  |   |              |       |       |  |
|  |                  |                        |                  |                    |   |                   |             |             |  |   |              |       |       |  |

### Cuartos de final
| 17 de julio de 2020, 10:30 (MDT) | North Carolina Courage | 0:1     | Portland Thorns FC | Zions Bank Stadium, Herriman |  |
|                                  |                        | Reporte | Weaver 68'         |                              |  |

| 17 de julio de 2020, 20:00 (MDT) | Houston Dash                       | 0:0 (3:2 p.)               | Utah Royals FC                                  | Zions Bank Stadium, Herriman |  |
|                                  |                                    | Reporte                    |                                                 |                              |  |
|                                  |                                    | Tiros desde el punto penal |                                                 |                              |  |
|                                  | - Schmidt - Nairn - Daly - Visalli |                            | - Rodríguez - LaBonta - Corsie - King - Boquete |                              |  |

| 18 de julio de 2020, 10:30 (MDT) | Washington Spirit                          | 0:0 (3:4 p.)               | Sky Blue FC                                        | Zions Bank Stadium, Herriman |  |
|                                  |                                            | Reporte                    |                                                    |                              |  |
|                                  |                                            | Tiros desde el punto penal |                                                    |                              |  |
|                                  | - Lavelle - Hatch - Staab - Thomas - Feist |                            | - Woldmoe - Kawasumi - Richardson - Zerboni - Eddy |                              |  |

| 18 de julio de 2020, 20:00 (MDT) | OL Reign                                    | 0:0 (3:4 p.)               | Chicago Red Stars                 | Zions Bank Stadium, Herriman |  |
|                                  |                                             | Reporte                    |                                   |                              |  |
|                                  |                                             | Tiros desde el punto penal |                                   |                              |  |
|                                  | - Cruz - Momiki - Jenkins - Balcer - Barnes |                            | - Ertz - DiBernardo - Watt - Hill |                              |  |

### Semifinales
| 22 de julio de 2020, 10:30 (MDT) | Houston Dash | 1:0     | Portland Thorns FC | Rio Tinto Stadium, Sandy |  |
|                                  | - Daly 68'   | Reporte |                    |                          |  |

| 22 de julio de 2020, 20:00 (MDT) | Chicago Red Stars                                             | 3:2     | Sky Blue FC | Rio Tinto Stadium, Sandy |  |
|                                  | - St. Georges 7' - Hill 10' - McCaskill 59' - Ertz 76' (a.g.) | Reporte | - Viens 72' |                          |  |

### Final
| 26 de julio de 2020, 10:30 (MDT) | Houston Dash                    | 2:0     | Chicago Red Stars | Rio Tinto Stadium, Sandy |  |
|                                  | - Schmidt 5' (pen.) - Groom 91' | Reporte |                   |                          |  |

|                                  |
|                                  |
| Campeón Houston Dash 1.er título |

## Estadísticas
Actualizado al 26 de julio.
| Posición | Jugadora      | Equipo                 | Goles |
| -------- | ------------- | ---------------------- | ----- |
| 1        | Rachel Daly   | Houston Dash           | 3     |
| 1        | Lynn Williams | North Carolina Courage | 3     |
| 1        | Shea Groom    | Houston Dash           | 3     |

| Posición | Jugadora         | Equipo         | Asistencias |
| -------- | ---------------- | -------------- | ----------- |
| 1        | Rachel Daly      | Houston Dash   | 2           |
| 1        | Verónica Boquete | Utah Royals FC | 2           |

## Premios

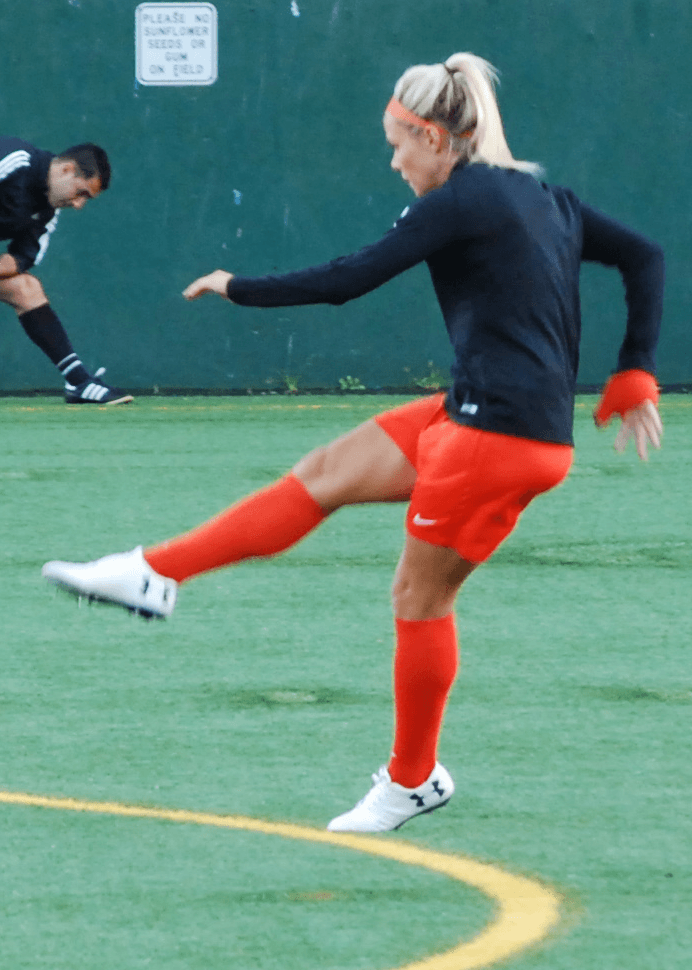
Rachel Daly; MVP, Botín de Oro e integrante del Mejor Once del torneo.

Al finalizar el torneo se entregarán los siguientes premios: MVP (mejor jugadora del torneo), Botín de Oro (goleadora del torneo), Guantes de Oro (mejor guardameta), Futura Leyenda (mejor jugadora debutante) y Mejor Once (las once mejor jugadoras votadas por los medios, fanáticos, entrenadores y jugadoras).
| Premio         | Jugadora        | Equipo            | Ref.   |
| -------------- | --------------- | ----------------- | ------ |
| MVP            | Rachel Daly     | Houston Dash      | [ 12 ] |
| Botín de Oro   | Rachel Daly     | Houston Dash      | [ 13 ] |
| Guantes de Oro | Kailen Sheridan | Sky Blue FC       | [ 14 ] |
| Futura Leyenda | Ashley Sanchez  | Washington Spirit | [ 15 ] |

### Mejor Once
| Posición       | Jugadora                                          | Equipo                                                                            |
| -------------- | ------------------------------------------------- | --------------------------------------------------------------------------------- |
| Guardameta     | Britt Eckerstrom                                  | Portland Thorns FC                                                                |
| Defensoras     | Julie Ertz Abby Erceg Casey Short Jaelene Daniels | Chicago Red Stars North Carolina Courage Chicago Red Stars North Carolina Courage |
| Mediocampistas | Rachel Daly Shea Groom Rose Lavelle               | Houston Dash Washington Spirit                                                    |
| Delanteras     | Debinha Lynn Williams Lindsey Horan               | North Carolina Courage Portland Thorns FC                                         |
| Fuente:        |                                                   |                                                                                   |